# Frederick E. O. Toye
Frederick E. O. Toye (Los Angeles, 26 settembre 1967) è un regista, produttore televisivo e montatore statunitense.

## Biografia
Nato a Los Angeles, Frederick E. O. Toye ha frequentato l'Università della California, Santa Barbara, conseguendo il Bachelor of Arts. Era pronipote della cantante lirica Marguerite Namara. Ha iniziato la sua carriera come assistente di produzione, lavorando al programma Billy Crystal: Midnight Train To Moscow e assistente al montaggio a film come Forrest Gump e Il fuoco della resistenza - La vera storia di Chico Mendes. Inoltre ha anche lavorato come effettista per alcune produzioni cinematografiche, come La famiglia Addams e La famiglia Addams 2. Ha debuttato come regista televisivo nel 2005, lavorando alla serie Alias. Successivamente ha anche diretto alcuni episodi di Lost, Ghost Whisperer - Presenze, Brothers & Sisters - Segreti di famiglia, 4400, Moonlight, V, CSI: NY, Chuck, The Good Wife, Falling Skies, Person of Interest e Fallout. Nel 2018 ha ricevuto la sua prima candidatura al Premio Emmy alla miglior serie drammatica per Westworld - Dove tutto è concesso. Nel 2024 ha diretto 4 episodi della serie Shōgun, grazie alla quale è stato candidato al Premio Emmy alla miglior regia in una serie drammatica.  

## Filmografia

### Regista

#### Televisione
- Alias - serie TV, 5 episodi (2005-2006)
- Invasion - serie TV, episodio 1x16 (2006)
- 4400 (The 4400) - serie TV, episodio 3x10 (2006)
- Brothers & Sisters - Segreti di famiglia (Brothers & Sisters) - serie TV, 2 episodi (2006)
- Ghost Whisperer - Presenze (Ghost Whisperer) - serie TV, 5 episodi (2006-2008)
- Lost - serie TV, episodio 3x18 (2007)
- Moonlight - serie TV, 3 episodi (2007-2008)
- CSI: NY - serie TV, 3 episodi (2008-2011)
- Chuck - serie TV, 5 episodi (2008-2012)
- Fringe - serie TV, 8 episodi (2008-2012)
- Melrose Place - serie TV, episodio 1x04 (2009)
- V - serie TV, 2 episodi (2009-2010)
- Miami Medical - serie TV, 1x12 (2010)
- Undercovers - serie TV, episodio 1x09 (2010)
- Hawaii Five-0 - serie TV, 3 episodi (2010-2012)
- The Good Wife - serie TV, 11 episodi (2010-2016)
- Falling Skies - serie TV, 2 episodi (2011)
- Rizzoli & Isles - serie TV, 2 episodi (2011-2012)
- Person of Interest - serie TV, 11 episodi (2011-2016)
- Revolution - serie TV, 4 episodi (2012-2014)
- Vegas - serie TV, episodio 1x13 (2013)
- Hostages - serie TV, episodio 1x12 (2013)
- Almost Human - serie TV, episodio 1x12 (2014)
- Believe - serie TV, episodio 1x12 (2014)
- Stalker - serie TV, 2 episodi (2014-2015)
- The Messengers - serie TV, episodio 1x12 (2015)
- NCIS: New Orleans - serie TV, episodio 2x13 (2016)
- CSI: Cyber - serie TV, episodio 2x13 (2016)
- 22.11.63 (11.22.63) - miniserie TV, 2 episodi (2016)
- BrainDead - Alieni a Washington (BrainDead) - serie TV, 2 episodi (2016)
- Designated Survivor - serie TV, 6 episodi (2016-2017)
- Westworld - Dove tutto è concesso (Westworld) - serie TV, 3 episodi (2016-2018)
- The Good Fight - serie TV, 2 episodi (2018-2019)
- American Gods - serie TV, episodio 2x02 (2019)
- The Terror - serie TV, 2 episodi (2019)
- L'uomo nell'alto castello (The Man in the High Castle) - serie TV, episodio 4x08 (2019)
- Watchmen - miniserie TV, episodio 1x09 (2019)
- Evil - serie TV, 2 episodi (2019-2021)
- See - serie TV, 3 episodi (2019-2021)
- The Boys - serie TV, 3 episodi (2019-2024)
- Snowpiercer - serie TV, 2 episodi (2020)
- The Walking Dead - serie TV, 2 episodi (2021)
- Lost in Space - serie TV, episodio 3x01 (2021)
- Truth Be Told - serie TV, 3 episodi (2021-2023)
- Terminal List - serie TV, 2 episodi (2022)
- Mrs. Davis - serie TV, episodio 1x07 (2023)
- Fallout - serie TV, 2 episodi (2024)
- Shōgun - serie TV, 4 episodi (2024)

#### Cortometraggio
- Lost (2002)
- Black & White (2010)

### Produttore

#### Televisione
- Alias - serie TV, 12 episodi (2005-2006)
- Fringe - serie TV, 14 episodi (2008-2010)
- Designated Survivor - serie TV, 20 episodi (2016-2017)
- Westworld - Dove tutto è concesso (Westworld) - serie TV, 10 episodi (2018)

#### Cortometraggi
- Lost, regia di Frederick E. O. Toye (2002)
- Black & White, regia di Frederick E. O. Toye (2010)

### Montatore

#### Televisione
- The Others - serie TV, 4 episodi (2000)
- Taken - miniserie TV, 3 episodi (2002)
- Alias - serie TV, 14 episodi (2003-2006)
- The Catch, regia di J. J. Abrams e John Eisendrath - film TV (2005)

#### Cortometraggi
- Marina, regia di David S. Bellino (1997)
- Black & White, regia di Frederick E. O. Toye (2010)

### Effettista

#### Cinema
- La famiglia Addams (The Addams Family), regia di Barry Sonnenfeld (1991)
- La famiglia Addams 2 (Addams Family Values), regia di Barry Sonnenfeld (1993)
- Bogus - L'amico immaginario (Bogus), regia di Norman Jewison (1996)
- Attacco al potere (The Siege), regia di Edward Zwick (1998)
- Jack Frost, regia di Troy Miller (1998)
- 15 minuti - Follia omicida a New York (15 Minutes), regia di John Herzfeld (2001)

#### Televisione
- The '60s - miniserie TV (1999)

### Direttore della fotografia
- Black & White, regia di Frederick E. O. Toye - cortometraggio (2010)

### Sceneggiatore
- Lost, regia di Frederick E. O. Toye - cortometraggio (2002)

## Riconoscimenti
- Premio Emmy
  - 2018 - Candidatura alla miglior serie drammatica per Westworld - Dove tutto è concesso
  - 2024 - Miglior regia in una serie drammatica per Shōgun